# Annick Girardin
Annick Girardin (ur. 3 sierpnia 1964 w Saint-Malo) – francuska polityk pochodząca z Saint-Pierre i Miquelon, parlamentarzystka i minister.

## Życiorys
Urodziła się w rodzinie rybaka i gospodyni domowej. W wieku piętnastu lat urodziła córkę. Ukończyła szkołę kształcącą w zakresie zawodu animatora kulturalnego. Zaangażowała się w działalność polityczną w ramach regionalnych struktur Lewicowej Partii Radykalnej. W latach 2001–2002 była radną miejską w Saint-Pierre, od 2000 wybierana do rady terytorialnej Saint-Pierre i Miquelon.
W wyborach w 2007 została wybrana do Zgromadzenia Narodowego XIII kadencji. W 2012 z powodzeniem ubiegała się o reelekcję. Mandat posłanki utrzymała także w wyborach uzupełniających w trakcie kadencji (przeprowadzonych w związku z dymisją jej zastępcy poselskiego). W kwietniu 2014 dołączyła do pierwszego rządu Manuela Vallsa jako sekretarz stanu ds. rozwoju i Frankofonii. Utrzymała to stanowisko w powołanym w sierpniu tegoż roku drugim gabinecie dotychczasowego premiera. W lutym 2016 awansowała na stanowisko ministra ds. służb publicznych, zastępując Marylise Lebranchu. Pozostała na tej funkcji również w utworzonym w grudniu 2016 rządzie Bernarda Cazeneuve’a.
W maju 2017 została natomiast ministrem ds. terytoriów zamorskich w gabinecie Édouarda Philippe’a. W wyborach w tym samym roku ponownie zdobyła mandat poselski. W czerwcu 2017 utrzymała dotychczasowe stanowisko ministerialne w nowym rządzie. W lipcu 2020 powołana na ministra spraw morskich w gabinecie Jeana Castex. Urząd ten sprawowała do maja 2022.
Kontynuowała działalność w środowisku radykałów, po zjednoczeniu tego ruchu w 2017 została członkinią MRSL, który w 2021 powrócił do szyldu Partia Radykalna. W 2023 została wybrana w skład Senatu.